# 疯狂八分牌
疯狂八分牌（Crazy Eights）是一种适合2至7名玩家參與的卡片遊戲。誰第一个手上沒牌，那他就是獲勝者。 当玩疯狂八分牌人数为5人或更少时，只有52张牌。当玩家超过五人时，要用到104张牌。